# صلاح‌الدین ایوبی (مجموعه تلویزیونی)
صلاح‌الدین ایوبی مجموعهٔ تلویزیونی درام-تاریخی به نویسندگی ولید سیف و کارگردانی حاتم علی کارگردان سوری‌تبار و ساخته ۲۰۰۱ می‌باشد که به وقایع سیاسی در قرن ششم هجری در منطقهٔ شام و مصر، در صحنهٔ جنگ‌های صلیبی می‌پردازد.
این مجموعه بر زندگی‌نامهٔ صلاح‌الدین ایوبی تمرکز دارد و شجاعت و آفرینش و حکمت خوب او را برجسته می‌کند، روایت می‌کند که صلاح‌الدین چگونه موفق شد مسلمانان را در نبرد حطین متحد کرده و صلیبیون را در هم بشکند و اینکه پس‌از تسلط مسیحیان بر اورشلیم در بیش‌از صد سال آن را بازپس‌گیرد.
حکومت ایوبیان حکومتی کردتبار بودند‌ که از سال ۱۱۷۶تا ۱۲۶۰ میلادی در منطقه عراق_سوریه_مصر حکومت کردند.

## بازیگران
- جمال سلیمان در نقش صلاح‌الدین ایوبی
- سوزان نجم‌الدین در نقش عصمت‌الدین خاتون
- باسم یاخور در نقش نورالدین زنگی
- جی عبدو در نقش ریمون سوم، کنت طرابلس
- غسان مسعود در نقش قاضی فاضل